# Marsippospermum grandiflorum
Marsippospermum grandiflorum är en tågväxtart som först beskrevs av Carl von Linné d.y., och fick sitt nu gällande namn av William Jackson Hooker. Marsippospermum grandiflorum ingår i släktet Marsippospermum och familjen tågväxter. Inga underarter finns listade i Catalogue of Life.